# Kościół Matki Bożej Królowej Polski w Borzymiu
Kościół Matki Bożej Królowej Polski w Borzymiu – katolicki kościół filialny zlokalizowany we wsi Borzym w gminie Gryfino, w powiecie gryfińskim (województwo zachodniopomorskie). Jest świątynią filialną parafii Świętej Trójcy w Chwarstnicy.

## Historia i architektura
Kościół został zbudowany na przełomie XIV i XV wieku. Sytuowany na planie wydłużonego prostokąta, jest budowlą orientowaną. Wzniesiony został z kamienia narzutowego, murowanego przy użyciu zaprawy z ułamkami cegieł. Obecny wygląd kościoła jest w dużej części wynikiem przebudowy dokonanej po pożarze, który strawił wieś Borzym w 1792 roku. Kościół posiada portal wejściowy w elewacji południowej, portale północny i zachodni zostały zamurowane. Ostrołukowe obramienia okien i portali, gzyms okapowy oraz zdobiony prostokątnymi blendami szczyt wschodni wykonane są z cegły. W XIX wieku kościół otrzymał również w zachodniej części korpusu drewnianą, oszalowaną wieżę, zwieńczoną strzelistym hełmem zakończonym kulą z krzyżem.
Wnętrze kościoła nakryte jest belkowanym stropem drewnianym. W tylnej części znajduje się drewniana empora z malowaną na biało atrapą prospektu organowego. W ścianie zamykającej prezbiterium znajdują się dwa otwory okienne z witrażami, w miejscu ołtarza głównego umieszczone są wizerunki Matki Bożej Częstochowskiej i Jezusa Miłosiernego. Ściany są otynkowane i pomalowane na biało.
Po II wojnie światowej kościół został konsekrowany jako świątynia katolicka w dniu 22 kwietnia 1946 roku przez ks. Jana Palicę.
Teren kościoła otacza cmentarz z przełomu XIV i XV wieku, z fragmentarycznie zachowany kamienno-ceglanymi bramkami.